# Савидан, Стив
Стив Савида́н (фр. Steve Savidan; 29 июня 1978, Анже) — французский футболист, нападающий.

## Карьера
Савидан начинал карьеру в клубе из родного города «Анже», в 1997—1999 годах выступал с ним в третьей по силе лиге Франции — Лиге 3, попутно работая мусорщиком и барменом. Сезон 1999/00 Стив начал в Лиге 2 с клубом «Шатору», где в 20 матчах забил лишь трижды, а клуб занял в итоге восьмое место. Савидан по окончании сезона перешёл в финишировавший седьмым «Аяччо», с которым в следующем сезоне стал двенадцатым. В сезоне 2001/02 выступал за родной «Анже» в Лиге 3. Сезон 2002/03 стал для Савидана провальным: вместе с клубом «Бове» он вылетел из Лиги 2, не забив ни единого гола в 24 матчах, после чего был продан в полупрофессиональный «Ангулем», игравший в Лиге 3. С этим клубом он сразу же вылетел в чемпионат Франции среди любителей, но играть там не стал, перейдя в середняка Лиги 3 «Валансьен». В первом же сезоне они стали победителями своей лиги, а в следующем — победителями Лиги 2, причём Савидан поделил с Жаном-Мишелем Лесажем звание лучшего бомбардира сезона с 16 голами, а годом ранее был единоличным лидером в Лиге 3 с 19 голами.

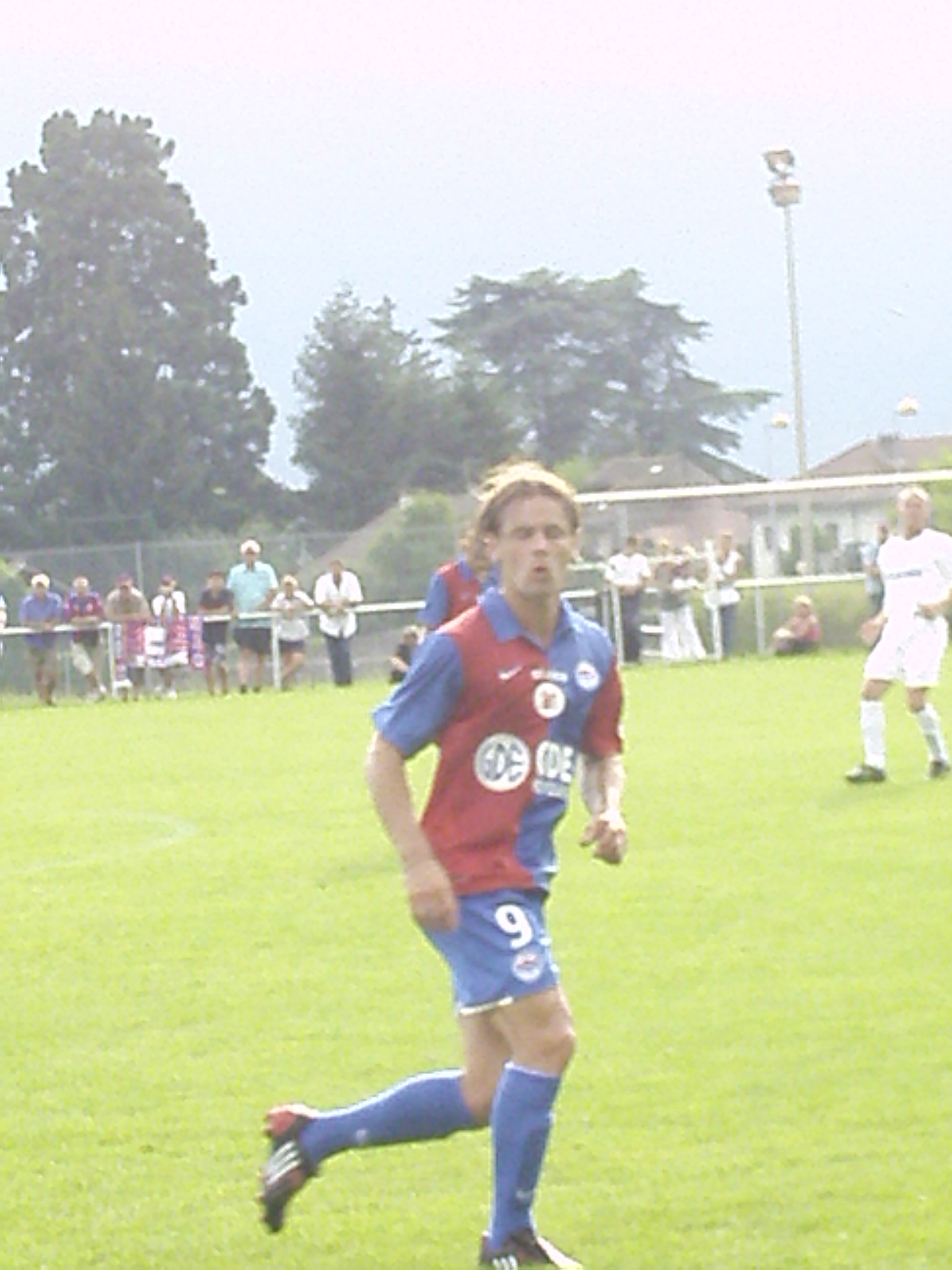
Стив Савидан в составе ФК «Кан»

В сезоне 2006/07 Савидан вместе с «Валансьеном» дебютировал на высшем уровне. В первой же игре единственный гол Савидана принёс команде ничью с «Осером», а в третьем туре он оформил дубль в ворота «Ле-Мана». 10 февраля 2007 года он отметился покером в ворота «Нанта». По итогам сезона он всего на два мяча отстал от Паулеты в споре лучших бомбардиров (13 против 15). Команда же едва осталась в Лиге 1, заняв 17-е место. На следующий год Стив повторил своё достижение в 13 голов за сезон, но это был лишь восьмой результат сезона.
Летом 2008 года Савидан перешёл в «Кан», а 13 ноября получил первый в карьере вызов в сборную от Раймона Доменека. 19 ноября он дебютировал в домашнем товарищеском матче с Уругваем, выйдя во втором тайме и удачно вписавшись в игру, но не забив.
4 июля 2009 года Стив Савидан объявил, что завершает карьеру из-за проблем со здоровьем. У форварда была обнаружена сердечная недостаточность.

## Бизнес
Савидан открыл в Валансьене ресторан под названием K9, где в названии «K» обозначает имя его жены (Карин), а «9» — его игровой номер.

## Достижения
Валансьен:
Командные
- Победитель (Лиги 3): 2005
- Победитель (Лиги 2): 2005/06

Личные
- Лучший бомбардир Лиги 3: 2005 (19 голов)
- Лучший бомбардир Лиги 2: 2005/06 (16 голов)